# Dominique Maricq
Dominique Maricq, né le 23 octobre 1953 à Rixensart (province du Brabant wallon), est un auteur, expert, archiviste belge, spécialiste de la vie et de l'œuvre d'Hergé.

## Biographie

### Jeunesse et formation
Dominique Maricq naît le 23 octobre 1953 à Rixensart. Enfant, il découvre l'univers d'Hergé dans une collection d'albums un peu déchirés donnée par un cousin. Il en est féru.
Ses études terminées, Dominique Maricq devient professeur de français. Il le sera pendant 31 ans. Il est passionné par l'univers de la bande dessinée, et plus spécialement la bande dessinée franco-belge. Il entre à la Fondation Hergé, actuellement Studios Hergé comme archiviste en 1997. Il devient un spécialiste de l’œuvre d'Hergé.
Il confonde la société philanthropique Les Joyeux Turlurons à Ottignies-Louvain-la-Neuve avec Daniel Migeot, Robert Bertholet et Dany Bury, qui sortent officiellement pour la première fois lors du 2e festival des géants en septembre 1991.
En 2006, il sort avec la collaboration de Christian Marmonnier et Patrick Gaumer, la monographie Le Journal Tintin, les coulisses d'une aventure aux éditions Moulinsart,,. L'année suivante, il sort Hergé par lui-même (Librio/Moulinsart, 2007).
En 2011, il livre l'ouvrage Hergé, côté jardin - Un dessinateur à la campagne, publié aux Éditions Moulinsart. L'ouvrage traite de la vie d'Hergé en Brabant wallon.
Son écriture nécessita une enquête de quinze ans. À l'invitation de Marie-José Laloy, gouverneure du Brabant wallon, Maricq présente sa conférence Hergé, côté jardin : suite et pas fin dans le cadre des mercredis du Brabant wallon le 11 mai 2011. La même année, en collaboration avec le Centre belge de la bande dessinée et La Poste belge, il publie l'album Tintin à l'écran à l'occasion de la parution de 10 timbres réunis en feuillet dans le cadre de l'émission philatélique Tintin à l'écran.
En 2012, il consacre un ouvrage à l'opération de solidarité CAP48 de par les deux pans de l'opération : l'implication de la RTBF ainsi la participation de nombreux auteurs belges de bande dessinée dans Cap48 histoires de cœur - quand bande dessinée rime avec solidarité, publié aux Éditions Racine.  
Il écrit Les Trésors de Tintin qui contient, notamment, 22 facsimilés rares, sélectionnés parmi les bijoux graphiques des caves du château de Moulinsart en 2013. Le journaliste Francis Matthys de La Libre Belgique écrit : « Ce joyau a pour orfèvre Dominique Maricq, tintinologue passionné dont nous avons déjà ici applaudi la constante rigueur et qualité des travaux, notamment lors de la publication en 2011 de Hergé côté jardin. ».
En 2016, il réalise des présentations en compagnie de Christian Bernard pour l'ouvrage La Grande Aventure du Journal Tintin : 1946-1988, édité à l'occasion du 60e anniversaire du journal disparu. Il sort Hergé, Tintin et compagnie aux Éditions Gallimard. Le livre au format de poche s'intéresse aux personnages secondaires de l'univers d'Hergé. Selon Jacques Schraûwen de la RTBF : « ce livre [...] s’intéresse à l’envers d’une œuvre [...], il privilégie l’image aux mots, le jeu à la réflexion. ». Il écrit aussi les textes de l'exposition temporaire Tintin à Train World au Train World de Schaerbeek en décembre de la même année. 
En collaboration avec Jacques Hiron, Yves Horeau, il sort l'essai illustré Tous les secrets de La Licorne aux éditions Moulinsart et Gallimard. Il y traite du diptyque Le Secret de la Licorne et Le Trésor de Rackham le Rouge. Cet ouvrage est un des coups de cœur en littérature de Francis Matthys de La Libre.

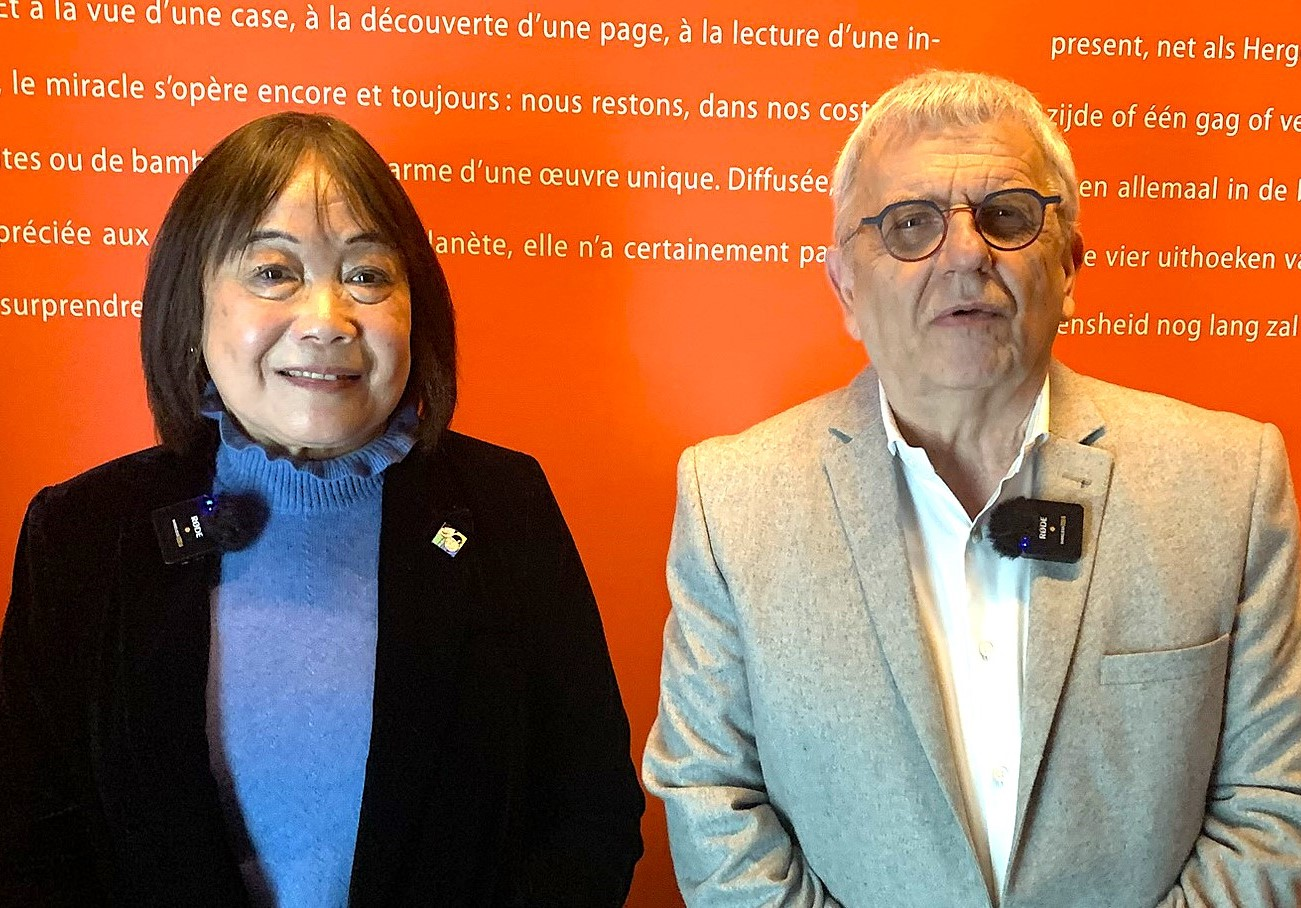
Tchang Yifei et Dominique Maricq au musée Hergé le 10 janvier 2025.

Il contribue à l'écriture des livrets accompagnant la collection « Les Voitures de Tintin », reproduites à l’échelle 1/24e, des éditions Moulinsart en 2019. La collection lancée en partenariat avec La Libre Belgique et Hachette Collections compte 50 automobiles.
Il écrit encore en collaboration avec Tchang Yifei sur Zhang Chongren dans l'ouvrage Tchang Tchong-Jen : artiste voyageur publié aux éditions Moulinsart / Casterman en janvier 2025. L'ouvrage est une biographie de l'homme qui a inspiré Tchang dans Les Aventures de Tintin.

### Autres activités
Par ailleurs, il défend, avec habitants du hameau de Ferrières, la campagne où Hergé venait souvent se ressourcer — il y avait acheté une maison en 1949 — contre un projet immobilier,,.
En parallèle, il collabore aussi à la rédaction d'articles pour le magazine Télé-Moustique, ainsi qu'à des émissions de radio et audiovisuelles. Passionné également par le parc Pairi Daiza, il écrit la monographie Il était une fois Pairi Daiza, publié aux éditions Walden en 2021.

### Vie privée
Il demeura à Ottignies,.

## Œuvre

### Ouvrages sur l'œuvre d'Hergé
- Dominique Maricq, Patrick Gaumer et Christian Marmonnier, Le journal Tintin[6],[8] : Les coulisses d'une aventure, Bruxelles, Éditions Moulinsart, coll. « Fondation Hergé », 6 septembre 2006, 63 p., ill. ; 31,5 cm (ISBN 9782874241239 et 2-87424-123-7, OCLC 1009760640)
- Dominique Maricq, Hergé par lui-même, Bruxelles, Moulinsart, 2007, 63 p. (ISBN 978-2-290-00005-2, OCLC 421824107).
- Hergé, Daniel Couvreur et Frédéric Soumois (préf. Dominique Maricq), À la recherche du trésor de Rackham le Rouge, Bruxelles, Éditions Moulinsart / Casterman, 2007, 136 p. (ISBN 978-2-87424-160-4)
- Hergé (préf. Dominique Maricq et Didier Platteau), Tintin et la Lune, Paris, Casterman / Moulinsart, 2009, 140 p. (ISBN 978-2-203-03140-1)
- Dominique Maricq, Hergé côté jardin[3] : Un dessinateur à la campagne, Bruxelles, Moulinsart, 2011, 152 p. (ISBN 9782874242373).
- Daniel Couvreur, Clément Kreit, Dominique Maricq et Christine Verneuil (préf. Philippe Geluck), Tintin chez les Belges, Éditions Moulinsart, 2011, 64 p. (ISBN 978-2-87424-238-0)
- Daniel Couvreur, Frédéric Soumois et Dominique Maricq, Le Roi Muskar, Bruxelles, Éditions Moulinsart, coll. « La Collection officielle », 2012, 16 p.
- Dominique Maricq, Les Trésors de Tintin, Bruxelles ; Noyelles-sous-Lens, Moulinsart ; France Loisirs, 2013, 96 p. (ISBN 978-2-298-07141-2) — Exclusivité France Loisirs..
- Dominique Maricq, Les Trésors de Tintin : 22 fac-similés rares extraits des archives d'Hergé[31], Bruxelles ; Paris, Moulinsart ; Casterman, 5 novembre 2014, 96 p. (ISBN 978-2-203-09171-9).
- Daniel Couvreur, Frédéric Soumois, Dominique Maricq et Christian Bernard, Le docteur Krollspell, médecin dévoyé, Moulinsart, coll. « Figurines Tintin » (no 104), 2015.
- Dominique Maricq, Hergé, Tintin et compagnie[17],[32], Paris, Gallimard ; Éditions Moulinsart, coll. « Découvertes Gallimard », 15 septembre 2016, 64 p. (ISBN 978-2072687426)publié à l'occasion de l'exposition éponyme, Paris, Galeries nationales du Grand Palais, 28 septembre 2016-15 janvier 2017.
- Yves Horeau, Jacques Hiron et Dominique Maricq, Tous les secrets de la Licorne, Paris, Gallimard ; Éditions Moulinsart, 2017, 183 p. (ISBN 978-2742450503).
- Hergé, Philippe Goddin et Dominique Maricq, Tintin+Hergé, Les Coulisses d’une œuvre : tome 2 Tintin au Congo, Bruxelles, Éditions Moulinsart, 4 décembre 2024, 104 p. (ISBN 9782810440269).
- Hergé, Philippe Goddin et Dominique Maricq, Tintin+Hergé, Les Coulisses d’une œuvre : tome 3 Tintin en Amérique, Bruxelles, Éditions Moulinsart, 15 janvier 2025, 112 p. (ISBN 978-2-8104-4027-6).
- Hergé, Philippe Goddin et Dominique Maricq, Tintin+Hergé, Les Coulisses d’une œuvre : tome 4 Les Cigares du pharaon, Bruxelles, Éditions Moulinsart, 12 mars 2025, 112 p. (ISBN 978-2-8104-4028-3).
- Hergé, Philippe Goddin et Dominique Maricq, Tintin+Hergé, Les Coulisses d’une œuvre : tome 5 Le Lotus bleu, Bruxelles, Éditions Moulinsart, 14 mai 2025, 112 p. (ISBN 978-2-8104-4093-1).
- Hergé, Philippe Goddin et Dominique Maricq, Tintin+Hergé, Les Coulisses d’une œuvre : tome 6 L'Oreille cassée, Bruxelles, Éditions Moulinsart, 9 juillet 2025, 112 p. (ISBN 978-2-8104-4169-3).
- Hergé, Philippe Goddin et Dominique Maricq, Tintin+Hergé, Les Coulisses d’une œuvre : tome 7 L'Île Noire, Bruxelles, Éditions Moulinsart, 10 septembre 2025, 112 p. (ISBN 978-2-8104-4201-0).

### Autres ouvrages
- Dominique Maricq, Cap48 histoires de cœur - quand bande dessinée rime avec solidarité[14], Bruxelles, Éditions Racine, 12 septembre 2012, 192 p. (ISBN 9782873867218).
- Dominique Maricq, Il était une fois Pairi Daiza[28], Éditions Walden, 19 janvier 2021, 384 p. (ISBN 9782390420699).

### Écrits
- Dominique Maricq, « Hergé et le Docteur-Fakir », La revue Hergé, Éditions Moulinsart, no 6,‎ novembre 2009, p. 18-19.
- Philippe Fontaine et Dominique Maricq, « Hergé à Paris », Les Amis du Musée Hergé, no 10,‎ 2015, p. 14-17.
- Hors-série « Découvertes » sur Hergé, paru à l'occasion de l'exposition au Grand Palais, à Paris, Gallimard en 2016[20].

### Conférences
- Hergé, côté jardin : suite et pas fin, Hôtel de la gouverneure, Wavre, le 11 mai 2011[12].
- L’Histoire du journal Tintin, dans les coulisses d’une grande aventure éditoriale, musée Hergé, Louvain-la-Neuve, le 6 novembre 2016[33].
- Hergé, Tintin et la Belgique, musée Hergé, Louvain-la-Neuve, les 21 et 22 mai 2022[34].
- Hergé, la spiritualité au pays de la ligne claire[35], maison de la laïcité Hypathia, Ottignies, le 15 décembre 2023.

#### Articles
- C.Le, « Un facteur d'identité provinciale ! », La Libre Belgique,‎ 12 janvier 2011 (lire en ligne, consulté le 4 décembre 2024)
- « Dominique Maricq sur les pas d'Hergé », L'Avenir,‎ 22 janvier 2011 (lire en ligne , consulté le 4 décembre 2024)
- Dominique Maricq (interviewé), « Merci Hergé ! », Wawa magazine,‎ 2011 (lire en ligne, consulté le 3 décembre 2024).
- Dominique Maricq (interviewé par Alexis Seny), « « Hergé aurait été surpris qu’il y ait encore pareil engouement pour son œuvre. » : Interview de Dominique Maricq », Branchés Culture,‎ 19 novembre 2014 (lire en ligne, consulté le 28 novembre 2024).
- Dominique Maricq (interviewé par Charles-Louis Detournay), « Interviews : Dominique Maricq : « Avec les Trésors de Tintin, nous voulons montrer véritablement le travail de l’auteur. » », ActuaBD,‎ 23 décembre 2014 (lire en ligne, consulté le 3 décembre 2024).

### Podcasts
- « Dominique Maricq: la consécration au Grand Palais », émission de 1 min 3 s  [], sur Auvio, 1er octobre 2016 (consulté le 3 décembre 2024).

### Émissions de radio
- L’univers d’Hergé, dans le regard de Dominique Maricq, émission La librairie francophone sur ICI Radio-Canada Première, (12 min), 23 juillet 2017.
- Dominique Maricq, auteur, ancien archiviste des Studios Hergé, émission Du sucre dans votre été présentée par Delphine Freyssinet, Denis de Lovinfosse et Sandy Louis sur Radio chrétienne francophone, (49 min 21 s), 3 septembre 2024.

### Vidéographie
- [vidéo] « Les Trésors de Tintin (Dominique Maric) Gunhed TV », sur YouTube, 31 décembre 2017
- [vidéo] « Introduction - Hergé, le romancier de l'image (Dominique Maricq) », sur YouTube, 29 novembre 2023
- [vidéo] « Les Conférences », sur YouTube, 9 mars 2024